# Stazione meteorologica di Rieti Aeroporto
La stazione meteorologica di Rieti Aeroporto è la stazione meteorologica di riferimento per il Servizio Meteorologico dell'Aeronautica Militare e per l'Organizzazione Mondiale della Meteorologia, relativa alla città di Rieti.

## Caratteristiche
La stazione meteorologica, gestita dall'ENAV, è situata nell'Italia centrale, nel Lazio, presso la città di Rieti, nell'area dell'aeroporto di Rieti, a 402 metri s.l.m. e alle coordinate geografiche 42°25′36.72″N 12°50′52.2″E.

## Medie climatiche ufficiali

### Dati climatologici 1961-1990
Secondo i dati medi del trentennio 1961-1990, ancora in uso per l'Organizzazione meteorologica mondiale e definito Climate Normal (CLINO), la temperatura media del mese più freddo, gennaio, è di +3,8 °C, mentre quella del mese più caldo, agosto, si attesta a +21,3 °C.
Le precipitazioni medie annue, piuttosto abbondanti, superano i 1100 mm annui, con minimo relativo estivo .
| Rieti Aeroporto (1961-1990) | Mesi  | Mesi  | Mesi | Mesi | Mesi | Mesi | Mesi | Mesi | Mesi | Mesi  | Mesi  | Mesi  | Stagioni | Stagioni | Stagioni | Stagioni | Anno    |
| Rieti Aeroporto (1961-1990) | Gen   | Feb   | Mar  | Apr  | Mag  | Giu  | Lug  | Ago  | Set  | Ott   | Nov   | Dic   | Inv      | Pri      | Est      | Aut      | Anno    |
| --------------------------- | ----- | ----- | ---- | ---- | ---- | ---- | ---- | ---- | ---- | ----- | ----- | ----- | -------- | -------- | -------- | -------- | ------- |
| T. max. media (°C)          | 8,1   | 9,9   | 13,0 | 16,8 | 21,4 | 25,4 | 29,0 | 29,2 | 25,0 | 19,4  | 13,6  | 9,4   | 9,1      | 17,1     | 27,9     | 19,3     | 18,3    |
| T. min. media (°C)          | −0,5  | 0,0   | 2,1  | 4,9  | 8,0  | 11,5 | 13,3 | 13,4 | 11,3 | 7,3   | 4,1   | 1,0   | 0,2      | 5,0      | 12,7     | 7,6      | 6,4     |
| Precipitazioni (mm)         | 110,5 | 110,2 | 94,7 | 93,4 | 74,5 | 70,2 | 35,3 | 54,9 | 78,1 | 106,3 | 170,6 | 145,9 | 366,6    | 262,6    | 160,4    | 355,0    | 1 144,6 |

## Valori estremi

### Temperature estreme mensili dal 1973 ad oggi
Nella tabella sottostante sono riportati i valori delle temperature estreme mensili dal dicembre 1973 ad oggi, con il relativo anno in cui sono state registrate. Nel periodo esaminato, la temperatura minima assoluta ha toccato i -20,0 °C nel gennaio 1985 mentre la massima assoluta ha raggiunto i +40,0 °C nel luglio 2012 (i valori disponibili sono a numero intero e, in caso di identico valore registrato in anni diversi, è riportato quello registrato per primo in ordine temporale).
| Rieti Aeroporto (1973-2023) | Mesi         | Mesi         | Mesi        | Mesi        | Mesi        | Mesi        | Mesi        | Mesi        | Mesi        | Mesi        | Mesi        | Mesi        | Stagioni | Stagioni | Stagioni | Stagioni | Anno  |
| Rieti Aeroporto (1973-2023) | Gen          | Feb          | Mar         | Apr         | Mag         | Giu         | Lug         | Ago         | Set         | Ott         | Nov         | Dic         | Inv      | Pri      | Est      | Aut      | Anno  |
| --------------------------- | ------------ | ------------ | ----------- | ----------- | ----------- | ----------- | ----------- | ----------- | ----------- | ----------- | ----------- | ----------- | -------- | -------- | -------- | -------- | ----- |
| T. max. assoluta (°C)       | 18,0 (1985)  | 22,0 (1995)  | 27,0 (1991) | 29,0 (2012) | 33,0 (2008) | 39,0 (2012) | 40,0 (2012) | 38,0 (2003) | 36,0 (1975) | 31,0 (1990) | 25,0 (2004) | 20,0 (1989) | 22,0     | 33,0     | 40,0     | 36,0     | 40,0  |
| T. min. assoluta (°C)       | −20,0 (1985) | −14,0 (2012) | −9,0 (1987) | −3,0 (1987) | 2,0 (1987)  | 4,0 (1975)  | 7,0 (1974)  | 7,0 (1977)  | 3,0 (1974)  | −3,0 (1975) | −7,0 (1995) | −9,0 (1988) | −20,0    | −9,0     | 4,0      | −7,0     | −20,0 |